# Proctoporus iridescens
Proctoporus iridescens — вид ящірок родини гімнофтальмових (Gymnophthalmidae). Ендемік Перу. Описаний у 2013 році.

## Поширення і екологія
Proctoporus iridescens мешкають на східних схилах Перуанських Анд, в регіонах Куско і Пуно. Вони живуть у вологих гірських тропічних лісах, під камінням і поваленими деревами. Зустрічаються на висоті від 2700 до 3850 м над рівнем моря.